# Busta Jones
Busta Jones, detto Cherry (Memphis, 1951 – Memphis, 6 dicembre 1995), è stato un bassista e chitarrista statunitense, noto negli anni ottanta per aver accompagnato, in studio ed in tournée, la band dei Talking Heads.
Numerose furono le sue partecipazioni con vari artisti, quali Robert Fripp, David Byrne, Brian Eno e Tina Weymouth.

## Biografia
Dopo gli inizi negli ambienti punk di Memphis con la band Moloch, iniziò la carriera di strumentista come chitarrista di supporto di Albert King.
Nel 1973, grazie a Mick Jagger, entrò negli Sharks, gruppo fondato dall'ex bassista dei Free Andy Fraser, dopo che questo ebbe abbandonato il gruppo. Con gli Sharks Jones partecipò alla registrazione del loro album Jab It in Yore Eye.
Nello stesso anno suonò il basso nell'album di debutto di Brian Eno Here Come The Warm Jets.
Due anni dopo suonò nel power trio hard rock White Lightnin' con cui realizzò il loro album omonimo.
Nel 1979 ottenne un discreto successo con il singolo dance (Everybodys) Dancing All Over The World.
Nel 1980 Jones arrivò all'apice della sua carriera; partecipò al tour Remain in Light dei Talking Heads e partecipò alla realizzazione dell'album di David Byrne e Brian Eno My Life in the Bush of Ghosts e dell'album di Robert Fripp Under Heavy Manners / God Save The Queen.
Nello stesso anno pubblicò il suo primo ed unico album da solista dal titolo Busta Jones!, album dalle sonorità prettamente funk.
Il 9 giugno 1981 fu ospite sul palco del Boy tour degli U2 dove si cimentò in un lungo assolo.
In quello stesso anno venne conteso tra i Rolling Stones e i Gang of Four, questi ultimi si assicurarono la sua collaborazione per un breve periodo dopo l'abbandono di Dave Allen. Dopo la brevissima parentesi con i Gang of Four, ritornò alle sue origini punk collaborando con Joey Ramone alla stesura del brano dei Ramones Too Tough to Die e facendo da supporto a varie band punk.
Jones morì il 6 dicembre 1995 a causa di un infarto causato da problemi renali.

## Discografia
Solista 
- Busta Jones! (1980)

Con gli Sharks 
- Jab It in Yore Eye (1974)

Con i White Lightnin'
- White Lightnin' (1975)

 Con Brian Eno 
- Here Come the Warm Jets (1974)
- My Life in the Bush of Ghosts (1981)
- Desert Island Selection (1986)

 Con Gino Soccio 
- Outline (1979)
- Remember (1994)

 Con i Talking Heads 
- The Name of This Band Is Talking Heads (1982)

 Con Robert Fripp 
- God Save the Queen/Under Heavy Manners (1980)

 Con Chris Spedding 
- Friday the 13th (1981)
- Just Plug Him In! (1991)